# Alexander Halm
Alexander Halm (* 6. Februar 1840 in Koblenz; † 13. Juli 1913 in Straßburg) war deutscher Politiker, Landrat und deutscher Bezirkspräsident in Straßburg, Bezirk Unterelsaß (1898–1907) im Reichsland Elsaß-Lothringen.
Halm wurde während seines Studiums 1857 Mitglied der Bonner Burschenschaft Frankonia. Er war vor seiner Ernennung zum Bezirkspräsidenten bereits von 1868 bis 1872 Landrat im Kreis Adenau sowie Kreisdirektor im Kreis Rappoltsweiler (1871–1872) als auch im Kreis Metz (1880–1883) und wirkte ab 1886 als Bürgermeister von Metz.